# 特鲁迪诺尔区
特魯迪諾爾區（法語：Arrondissement de Trou-du-Nord）是海地的區，位於該國東北部，由東北省負責管轄，面積504.8平方公里，海拔高度102米，2003年該區人口86,586，人口密度每平方公里171.5人。